# Bataille d'Allatoona
Guerre de Sécession
Batailles
Campagne de Franklin-Nashville
- Allatoona
- Decatur
- Johnsonville
- Columbia
- Spring Hill
- Franklin
- 3e Murfreesboro
- Nashville
- Anthony's Hill

La bataille d'Allatoona est une bataille de la guerre de Sécession qui se déroula le 5 octobre 1864 dans le comté de Bartow, en Géorgie, lors de la campagne de Franklin-Nashville.
Après la chute d'Atlanta, John Bell Hood déplaça l'armée confédérée du Tennessee au nord pour menacer le Western and Atlantic Railroad, la ligne de ravitaillement de William Tecumseh Sherman. Le long de la voie, il attaqua un certain nombre de garnisons mineures et endommagea la voie du 2 octobre au 4 octobre. Sherman envoya à Allatoona une brigade de renfort commandée par John Murray Corse avant l'arrivée de l'armée sudiste.
La division confédérée de Samuel Gibbs French arriva près d'Allatoona à l'aube du 5 octobre. Après avoir exigé une reddition et reçu une réponse négative, French attaqua. La ligne de l'Union survécu à une longue attaque de deux heures et demie, mais battit en retraite et se regroupa dans un fort de terre en étoile surplombant Allatoona Pass. French attaqua à plusieurs reprises, mais le fort résista. Les confédérés ont commencé à manquer de munitions, et les rapports de l'approche de renforts de l'Union les ont incités à reculer et à rejoindre les forces de Hood.